# Someday I'll Be Saturday Night
Singles de Bon Jovi
Always
(1994) This Ain't a Love Song
(1995)
Clip vidéo
[vidéo] « Someday I'll Be Saturday Night », sur YouTube
Someday I'll Be Saturday Night est une chanson du groupe de rock américain Bon Jovi, l'une des nouvelles chansons incluses dans le premier album de leurs plus grands succès, Cross Road, paru le 11 octobre 1994.
Le 4 février 1995 la chanson a été publiée en single. C'était le deuxième et dernier single tiré de cet album.
Au Royaume-Uni, le single avec cette chanson a atteint la 7e place au classement national (dans la semaine de 26 février au 4 mars 1995).